# Animals (chanson de Muse)
Pour les articles homonymes, voir Animals.
Pistes de The 2nd Law
Follow Me
(6) Explorers
(8)
Animals est la septième piste de l'album The 2nd Law de Muse, qui est sorti le 1er octobre 2012.
Elle a pour thème la crise économique et l'effondrement des marchés boursiers.
C'est la première chanson du groupe à être basée sur un rythme à 5 temps (5/4).